# Кандахар
Кандахар је други град по величини у Авганистану. По службеној процени из 2002. има 316.000 становника. 

## Географија
Налази се на 1.005 m надморске висине. Повезан је са Хератом на западу, Газнијем и Кабулом на истоку и Кветом у Пакистану. Заједно са Пешаваром у Пакистану Кандахар је главни град Паштуна.

## Историја
Ископавања у подручју око Кандахара сведоче да су се ту налазила најстарија људска насеља. Кандахар је основао Александар Македонски 330. п. н. е. близу античкога града Мундигака основаног око 3.000. п. н. е. Мундигак је био главни град Арахозије, дела Персијског царства. Александар је назвао Кандахар Александријом. Град је био честа мета освајача због стратешкога положаја на трговачким путевима, који повезују Индију, Блиски исток, средњу Азију и Персијски залив. После Александра Кандахар је постао део Маурја царства. Индијски цар Ашока је подигао ступ са двојезичним написима на грчком и арамејском. Арапи су у 7. веку донели ислам у то подручје, али нису успели потпуно да преобрате становништво. Јакун ибн Сафари из Сафаридске династије је 870. освојио Кандахар. Кандахар је освојио Махмуд Газни у 11. веку, а Џингис-кан и Монголи у 13. веку. Постао је део Тимуридског царства у 14. и 15. веку. Тимур Ленк је био оснивач Тимуридског царства. Потомак Тимур Ленка Могул Бабур основао је Могулско царство. Анектирао је Кандахар у 16. веку. Од Бабуровога сина Персија је преотела Кандахар. Могул Ахбар Велики поново је заузео град, али почетком 1700-их поново је град припадао Персији. Мирваис Кан се побунио против персијске власти и победио је Персијанце, посебно, јер су Персијанци настојали преобратити суните у шиите. Након његове смрти 1715. његов син Махмуд Хотаки је предводио напад Авганистанаца на Исфахан у Персији. Хотаки је опљачкао Исфахан, а себе је прогласио краљем Персије. Персијски владар Надер шах је освојио Кандахар 1738, али убијен је након 9 година.
Ахмад Шах Дурани је задобио контролу над Кандахаром 1747. и прогласио га престолницом Авганистанскога царства. Дурани је тако био први краљ модернога Авганистана. Авганистанско царство је обухватало данашњи Авганистан, Пакистан, Хорасан, Кохистан и Делхи. Ахмадов син Тимур Шах Дурани је преместио престолницу 1776. у Кабул. Британска Индија је заузела Кандахар за време Првога енглеско-авганистанскога рата (1839—1842) и за време Другога енглеско-авганистанскога рата (1878—1880). Енглези су се морали повући, иако су били победили у бици код Кандахара. Кандахар је био миран град следећих 100 година. У Кандахару је 1960. изграђен међународни аеродром. Користила га је руска војска за време Совјетско-авганистанског рата. Од 2001. америчка војска и НАТО користе аеродром као војну базу. За време руске управе било је јаких борби за град. После повлачења Руса Кандахар је заузела паштунска милиција Гула Ага Шерзаја, а августа 1994. талибани су заузели град и кренули у освајање земље. Талибани су 2001. свргнути са власти, али још увек су војно активни у малим групама у оближњим провинцијама. Гул Ага Шерзај поново контролише Кандахар, као и пре успона талибана. Град је под контролом нове авганистанске владе, која влада са подршком САД и уз војну помоћ НАТО-а.

## Становништво
| Година       | 2012   |
| ------------ | ------ |
| Становништво | 491500 |

## Привреда
Кандахар је највећи трговачки центар за овце, вуну, памук, свилу, житарице, воће и дуван. У томе подручју се производи воће, па у граду постоје фабрике за конзервирање, сушење и паковање воћа.

## Интересантна места
Најзначајнији историјски споменик је маузолеј Ахмуда Шаха Дуранија.

## Партнерски градови
- Ногалес